# Stengöl och del av Svensgöl
Stengöl och del av Svensgöl is een plaats in de gemeente Karlskrona in het landschap Blekinge en de provincie Blekinge län in Zweden. De plaats heeft 90 inwoners (2005) en een oppervlakte van 20 hectare.